# 공판조서
공판조서(公判調書, report of trial)는 형사 소송에서, 공판 기일에 공판 절차에 대하여 법원 서기가 작성하는 조서이다. 공판기일에 어떠한 소송절차가 행해졌는가를 명백히 하기 위하여 일정한 사항을 기재한 서면을 말한다. 피고인은 공판조서의 열람 또는 등사를 청구할 수 있으며 그 공판조서를 유죄의 증거로 할 수 없다.

## 판례
- 공판조서에 간인이 없다는 사유만으로는 조서를 무효라고 할 수 없다.[3]
- 피고인의 공판조서에 대한 열람 또는 등사청구에 법원이 불응하여 피고인의 열람 또는 등사청구권이 침해된 경우에는 그 공판조서를 유죄의 증거로 할 수 없을 뿐만 아니라, 공판조서에 기재된 당해 피고인이나 증인의 진술도 증거로 할 수 없다.[4]
- 피고인이 제출한 이의신청은 공판조서의 일부인 증인신문조서의 기재에 대한 오기 및 누락을 주장하면서 정정되어야 할 곳을 구체적으로 지적한 문서로서 이는 형사소송법 제54조 제2항에 의한 이의의 진술에 해당하고, 이러한 이의의 진술에 대하여는 그 취지를 차회 공판조서에 기재하면 될 뿐 별도의 어떠한 결정을 필요로 하는 것은 아니다.[5]

## 같이 보기
- 공판중심주의
- 공소장일본주의
- 열람등사권